# Wendelin (Vorname)
Wendelin ist ein männlicher Vorname.

## Herkunft und Bedeutung
Wendelin ist eine Koseform von Vornamen wie Wendelmar, die das Namenselement wendel „Vandale“ enthalten. Eine weibliche Form ist Wendela. Der katholische Heilige Wendelin ist Schutzpatron der katholischen Hirten, Landleute, Bauern, Tagelöhner und Landarbeiter.

## Varianten
- lateinisch Wendelinus, Wendalinus
- altertümlich: Vendalin, Vandalin
- Wendel

## Namenstag
Als Namenstag wird der 20. Oktober gefeiert.

## Bekannte Namensträger

### Einzelname
- Wendelin (6. Jh.), katholischer Heiliger, Missionar im Bistum Trier
- Wendelinus de Spira (Wendelin von Speyer; † 1477), früher Buchdrucker in Venedig

### Vorname
- Wendelin Beck (1908–1978), liechtensteinischer Politiker (VU)
- Wendelin Beyschlag (1575 – nach 1622), deutscher Bildhauer
- Wendelin von Boch-Galhau (* 1942), Unternehmer, Vorstandsvorsitzender der Villeroy & Boch AG
- Wendelin Boeheim (1832–1900), österreichischer Offizier
- Wendelin Enders (1922–2019), deutscher Pädagoge und Politiker (SPD)
- Wendelin Ettmayer (* 1943), österreichischer Politiker und Autor
- Wendelin Foerster (1844–1915), österreichisch-tschechischer Romanist
- Wendelin Freienstein (1909–1973), deutscher Jurist und Verwaltungsbeamter
- Wendelin Haid (1803–1876), deutscher römisch-katholischer Theologe
- Wendelin Haverkamp (* 1947), deutscher Kabarettist, Autor, Musiker, Komponist und Radiomoderator
- Wendelin Heene (1855–1913), Schweizer Architekt
- Wendelin Hinterkeuser (1851–1921), deutscher Franziskaner
- Wendelin Hoffmann (1845–1891), deutscher Baumeister und Bürgermeister in Ludwigshafen am Rhein
- Wendelin Knoch (* 1943), deutscher Priester und Theologe
- Wendelin Köster (* 1939), deutscher römisch-katholischer Ordensgeistlicher
- Wendelin Küpers (* 1965), deutscher Wirtschaftswissenschaftler
- Wendelin Kusche (1926–2003), deutscher Maler und Kunstdozent
- Wendelin Lampert (* 1970), liechtensteinischer Politiker (FBP)
- Wendelin Leweke (1927–1996), deutscher Journalist
- Wendelin von Maltzahn (1815–1889), preußischer Literaturforscher
- Wendelin Mangold (* 1940), russlanddeutscher Germanist und Schriftsteller
- Wendelin Manser (* 1960), Schweizer Unternehmer und Politiker
- Wendelin Mölzer (* 1980), österreichischer Politiker (FPÖ)
- Wendelin Moosbrugger (1760–1849), deutscher Porträt- und Miniaturmaler
- Wendelin Morgenthaler (1888–1963), deutscher Politiker (CDU)
- Wendelin Niedlich (1927–2022), deutscher Buchhändler, Verleger und Galerist
- Wendelin Rauch (1885–1954), Erzbischof von Freiburg im Breisgau
- Wendelin Sachtler (1923–1979), Erfinder und Gründer des Filmausstatters Sachtler
- Wendelin Schmidt-Dengler (1942–2008), österreichischer Literatur- und Sprachwissenschaftler
- Wendelin Steinbach (1454–1519), deutscher Theologe und Hochschullehrer
- Wendelin Thomas (1884–1956), deutscher Politiker (SPD, USPD, KPD)
- Wendelin Tieffenbrucker (* vor 1551; † nach 1611), einer der bedeutendsten Lautenbauer seiner Zeit
- Wendelin Überzwerch (eigentlich Karl Wilhelm Fuß; 1893–1962), deutscher Schriftsteller
- Wendelin Weingartner (* 1937), österreichischer Politiker (ÖVP)
- Wendelin Weißheimer (1838–1910), deutscher Komponist
- Wendelin Werner (* 1968), französischer Mathematiker
- Wendelin Wiedeking (* 1952), deutscher Manager
- Wendelin Zink (1777–1840), katholischer Priester

## Fiktive Personen
- eine fiktive Figur von Loriot, siehe Wum (Zeichentrick)